# Andreas Merkt
Andreas Merkt (* 15. November 1967 in Karlsruhe) ist ein deutscher Theologe und Professor für Historische Theologie an der Universität Regensburg.

## Leben
Merkt studierte von 1988 bis 1994 Katholische Theologie, Philosophie und Anglistik in Trier und Mainz. Anschließend absolvierte er eine Medienausbildung am Institut für Publizistik in München. 1994 erwarb er den Abschluss eines Magister Artium in Philosophie und Anglistik. Nach seiner Promotion mit einer Arbeit zum frühchristlichen Bischof Maximus von Turin im Jahre 1996 arbeitete er als Wissenschaftlicher Mitarbeiter am (Leibniz-)Institut für Europäische Geschichte in Mainz. Er habilitierte sich 1999 mit einer Untersuchung zur Rezeption der Kirchenväter und war anschließend Lehrstuhlvertreter in Tübingen. Im Jahre 2000 erhielt er den Dr.-Kurt-Hellmich-Preis für ökumenische Forschung und im Jahre 2001 ein Heisenberg-Stipendium der Deutschen Forschungsgemeinschaft.
Merkt ist seit 2001 Ordinarius für Historische Theologie, Alte Kirchengeschichte und Patrologie in Regensburg.
Er gehört zahlreichen wissenschaftlichen und kirchlichen Gremien an, unter anderem dem Ökumenischen Arbeitskreis evangelischer und katholischer Theologen und dem Beirat des Katholischen Bibelwerks. Seit 2004 ist er Herausgeber des Novum Testamentum Patristicum und der Regensburger Studien zur Theologie. Seit 2010 ist er Vorsitzender der Arbeitsgemeinschaft der Kirchenhistoriker und Kirchenhistorikerinnen im deutschen Sprachraum. Von 2011 bis 2012 wirkte er als Fellow am Theologischen Forschungskolleg in Erfurt.

## Werke
- Maximus I. von Turin. Die Verkündigung eines Bischofs der frühen Reichskirche im zeitgeschichtlichen, gesellschaftlichen und liturgischen Kontext (= Vigiliae Christianae Supplements. Band 40). Brill, Leiden/New York/Köln 1997, ISBN 90-04-10864-5.
- Das patristische Prinzip. Eine Studie zur theologischen Bedeutung der Kirchenväter (= Vigiliae Christianae Supplements. Band 58). Brill, Leiden/Boston/Köln 2001, ISBN 90-04-12221-4.
- Das Fegefeuer. Entstehung und Funktion einer Idee. Wissenschaftliche Buchgesellschaft, Darmstadt 2005, ISBN 3-534-16318-4 (Sonderausgabe ebenda 2010, ISBN 978-3-534-23686-2).
- Das frühe christliche Mönchtum. Quellen und Dokumente von den Anfängen bis Benedikt. Wissenschaftliche Buchgesellschaft, Darmstadt 2008, ISBN 978-3-534-16319-9.
- mit Andreas Angerstorfer und Jutta Dresken-Weiland: Himmel, Paradies, Schalom. Tod und Jenseits in antiken christlichen und jüdischen Grabinschriften (= Handbuch zur Geschichte des Todes im frühen Christentum und seiner Umwelt. Band 1). Schnell und Steiner, Regensburg 2012, ISBN 978-3-7954-2325-4.
- 1 Petrus (1. Teilband) (= Novum Testamentum Patristicum. Band 21/1). Vandenhoeck und Ruprecht, Göttingen 2015, ISBN 978-3-525-53974-3.
- Theologie in frühchristlicher und spätantiker Zeit (= Theologie im Fernkurs, Aufbaukurs. Lehrbrief 6). Theologie im Fernkurs, Würzburg 2016.
- Die religiöse Verwandlung der Welt. Die Anfänge „moderner“ Religion in der Spätantike. Herder, Freiburg im Breisgau 2024, ISBN 978-3-451-39632-8.
- Merkt verfasste zahlreiche Artikel im Biographisch-Bibliographischen Kirchenlexikon (BBKL).